# Archäologische Gesellschaft Schleswig-Holstein
Die Archäologische Gesellschaft Schleswig-Holstein e.V. (AGSH) ist ein historischer Verein zur Förderung der Belange der Bodendenkmalpflege im Bundesland Schleswig-Holstein. Der Verein wurde am 11. Februar 1985 in Rendsburg gegründet, am 26. April in das Vereinsregister eingetragen und hat seinen Sitz in der Stadt Schleswig. Die AGSH hat 424 Mitglieder (Stand April 2009), die sich aus Archäologen, interessierten Laien und Institutionen zusammensetzen.

## Ziele
Satzungsgemäßes Ziel der AGSH ist die Förderung von Wissenschaft und Forschung zur Ur- und Frühgeschichte bis in das Mittelalter in Schleswig-Holstein sowie die Erhaltung archäologischer Kulturdenkmale. Dies erfolgt neben einem breiten Spektrum an Veranstaltungen wie Vortragsreihen, Tagungen, Studienfahrten zu Ausgrabungen, Museen und Kulturdenkmalen, sowie durch die Herausgabe des Mitteilungsblattes Archäologische Nachrichten aus Schleswig-Holstein. Seit 2009 wird jährlich der mit 500 € dotierte Förderpreis der AGSH für den wissenschaftlichen Nachwuchs für eine hervorragende studentische Seminararbeit anlässlich des „Tages der Archäologie“, eine Veranstaltung des Archäologischen Landesamtes Schleswig-Holstein, verliehen.

## Publikationen
- AGSH aktuell / Archäologische Gesellschaft Schleswig-Holstein e.V. 1985–1989.
- Archäologische Nachrichten aus Schleswig-Holstein. Mitteilungen der Archäologischen Gesellschaft Schleswig-Holstein e.V. Seit 1990. ISSN 0942-9107.